# Madiza eximia
Madiza eximia är en tvåvingeart som beskrevs av Papp 1993. Madiza eximia ingår i släktet Madiza och familjen sprickflugor.
Artens utbredningsområde är Ungern. Arten är reproducerande i Sverige. Inga underarter finns listade i Catalogue of Life.